# Marco Schleef
Marco Schleef (* 15. Januar 1999 in Hannover) ist ein deutscher Fußballspieler.

## Karriere
Schleef begann mit dem Fußballspielen beim TuS Davenstedt, beim HSC Hannover und beim TSV Havelse. Im Sommer 2015 wechselte er in die Jugendabteilung von Eintracht Braunschweig. Für seinen Verein bestritt er 25 Spiele in der B-Junioren-Bundesliga, 18 Spiele in der A-Junioren-Bundesliga und gewann in der Saison 2016/17 den DFB-Junioren-Vereinspokal. Nachdem er Ende der Saison 2017/18 bei drei Spielen im Kader der 2. Mannschaft in der Regionalliga Nord stand, ohne eingesetzt zu werden, wechselte er im Sommer 2018 innerhalb der Liga zurück zu seinem Jugendverein nach Havelse. Nachdem er dort seinen Vertrag mehrmals verlängerte, zuletzt Anfang 2021, gelang ihm mit seinem Verein in der Saison 2020/21 der Aufstieg in die 3. Liga nach zwei 1:0-Siegen über den 1. FC Schweinfurt 05. Am 5. Februar 2022, dem 25. Spieltag, gab er schließlich sein Profidebüt beim 3:0-Heimsieg gegen den SV Meppen, wobei er in der 88. Spielminute für Leon Damer eingewechselt wurde. Am Saisonende stieg er mit der Mannschaft wieder in die Regionalliga ab.

## Erfolge
- Aufstieg in die 3. Liga: 2021 (TSV Havelse)
- Meister der Regionalliga Nord: 2025 (TSV Havelse)
- Niedersachsenpokalsieger: 2020 (TSV Havelse)
- Deutscher A-Junioren-Pokalsieger: 2017 (Eintracht Braunschweig)